# Calligonum yengisaricum
Calligonum yengisaricum Z.M.Mao – gatunek rośliny z rodziny rdestowatych (Polygonaceae Juss.). Występuje naturalnie w  Chinach – w regionie autonomicznym Sinciang. 

## Morfologia
PokrójZrzucający liście krzew dorastający do 0,5 m wysokości.
LiścieBlaszka liściowa przybiera formę łusek. Mierzy 1 mm długości, o ostrym wierzchołku.
KwiatyPojedyncze lub zebrane po 2 w pęczki, rozwijają się w kątach pędów. Listki okwiatu mają czerwoną barwę.
OwoceMają elipsoidalny kształt, osiągają 7–9 mm długości oraz 6–8 mm szerokości.

## Biologia i ekologia
Rośnie na skalistych stokach. Występuje na wysokości około 1400 m n.p.m. Kwitnie od czerwca do lipca.